# Echinopsis albispinosa
Echinopsis albispinosa är en kaktusväxtart som beskrevs av Karl Moritz Schumann. Echinopsis albispinosa ingår i släktet Echinopsis och familjen kaktusväxter. Inga underarter finns listade i Catalogue of Life.